# 百花繚乱!アッパレ!ジパング!
『百花繚乱!アッパレ!ジパング!』（ひゃっかりょうらん!アッパレ!ジパング!）は、2016年7月6日に発売された小林幸子のシングル。

## 概要
NHK『ラジオ深夜便』2016年度7月〜9月オンエア曲。

## 収録曲
- 全曲作詞：なかにし礼

1. 百花繚乱!アッパレ!ジパング! (4分9秒)
作曲：穂口雄右、編曲：穂口雄右、水谷公生、西川啓光
2. Y字路 (3分41秒)
作曲：井上大輔、編曲：水谷公生
3. 希望の歌 (4分58秒)
作曲・編曲：穂口雄右
4. 百花繚乱!アッパレ!ジパング!（オリジナル・カラオケ）
5. Y字路（オリジナル・カラオケ）
6. 希望の歌（オリジナル・カラオケ）